# 응우옌반랑
응우옌반랑(베트남어: Nguyễn Văn Lang / 阮文郎 완문랑. ? ~ 1513년)은 대월 후 레 왕조의 대신이다.

## 생애
청화(淸化) 송산(宋山) 사람으로, 《야사략편기(埜史略編紀)》에 의하면 상국공(爽國公) 응우옌반로(阮文𠐔)의 아들로, 장락황태후(長樂皇太后) 응우옌티항(阮氏恒)과 친척관계가 있다. 《대월사기전서》에는 응우옌반랑이 '병법에 정통하고, 천시(天時)에 밝았으며, 힘은 능히 호랑이를 잡았다.'라고 묘사되어 있다.
처음에 의군공(義郡公)에 봉해졌다.
1509년, 레 위목제가 외척 크엉쫑(姜種)을 총애하여 응우옌반랑은 파직당하고 고향으로 쫓겨나 돌아갔다. 응우옌반랑은 즉시 청화 3부(府)에서 거병하여 신부해구(神符海口)를 진수하였다. 당시 간수공(簡修公) 레오아인은 위목제에 의해 감옥에 갇혀 있었는데, 수졸에게 뇌물을 주어 탈출하여 응우옌반랑에게 달아났다. 응우옌반랑은 그를 맹주(盟主)로 받들고, 격문을 뿌려 위목제의 폭정을 열거한 뒤 오래지 않아 병사를 거느리고 탕롱을 공격하였다. 위목제가 살해되자 레오아인이 양익제로 즉위했다. 응우옌반랑은 옹립의 공으로 의국공(義國公)에 진봉되었고, 그의 아들 응우옌호앙주는 안화후(安和侯)에 봉해졌다.
1511년, 양익제가 동쪽에 천자의 기운이 있다는 것을 듣고 응우옌반랑을 도산(塗山)에 파견하여 이를 막도록 했다. 같은 해 쩐뚜언(陳珣)이 반란을 일으켜 탕롱을 공격하자 응우옌반랑은 양익제를 청화로 피신하게 하였다. 미혜후(美惠侯) 찐주이산이 30여 명을 거느리고 적의 영채를 습격하여 쩐뚜언을 찔러 죽이니 형세가 역전되었다. 응우옌반랑은 대군을 이끌고 반군을 크게 격파하였다. 찐주이산은 이 공로로 양익제의 중용을 받았고, 응우옌반랑은 그를 시기하고 미워했다.
1513년, 응우옌반랑이 병으로 죽었다. 의훈왕(義勳王)에 추봉되었고, 왕의 예의를 사용하여 장사지내도록 했으며, 금으로 그의 상을 주조하였다.
1516년, 응우옌호앙주가 탕롱에서 축출당하고 청화로 달아났다. 쩐쩐이 레 소종의 명의를 빌려 응우옌꽁도(阮公度), 막당중을 파견해 그를 추격하게 했는데, 도중에 응우옌반랑의 묘를 지나게 되자 그것을 파헤치고 관을 열어 시체를 참수하였다.